# Yadegar Asisi
Yadegar Asisi (né le 8 avril 1955 à Vienne) est un architecte et artiste. Il réalise des panoramas monumentaux de 360° qu'il expose en Allemagne et en France.

## Biographie
Yadegar Asisi est né à Vienne de parents iraniens. Son père était l'un des 23 officiers communistes que le chah d'Iran a fait exécuter. Il a passé son enfance et sa scolarisation à Halle-sur-Saale et Leipzig. Il a étudié à l'université technique de Dresde de 1973 à 1978 d'où il est ressorti avec un diplôme d'ingénieur en architecture. Il a étudié la peinture à l'université des arts de Berlin de 1978 à 1984. De 1987 à 1994, il a exercé une mission d'enseignement dans la même université de dessin en perspective linéaire. En 1991, il y a aussi été brièvement un professeur d'architecture. De 1996 à 2008, il est professeur de représentation libre (freie Darstellung) à l'Institut Universitaire de Technologie Beuth (Beuth-Hochschule für Technik) à Berlin-Wedding.
Il remporte plusieurs prix lors de différents concours d'architecture. En 1989, Yadegar Asisi ainsi que ses collègues du bureau d'architecture Brandt-Asisi-Böttcher reçoivent le prix de l'Union européenne pour l'architecture contemporaine Mies van der Rohe pour le plan de la gare terminus de l'ancien train à sustentation magnétique (M-Bahn) de Berlin.
Depuis 2003, il réalise les plus grands panoramas du monde exposés au public.
L'atelier d'Asisi se situe à Berlin-Kreuzberg.

## Travaux
Asisi réalise des panoramas en associant des techniques de dessins et de photographies numériques modélisées en 3D sur ordinateur. Des personnages sont intégrés dans les paysages pour rendre le spectacle plus vivant. L'image est ensuite imprimée sur de grands lés en polyester qui peuvent atteindre 32 mètres de haut et 110 mètres de large. Cela représente un lé d'une surface complète d'environ 3 000 m2 pour un poids de 750 kg. L'image est alors présentée à 360° au public dans une structure circulaire. Le public est donc entouré par le panorama dont la modélisation 3D donne une impression de profondeur de point de vue. 
Il les expose dans d'anciens gazomètres qu'il renomme officiellement du néologisme commercial « panomètre » (Panometer), un mot-valise formé à partir de « panorama » et de « gazomètre ».
Le premier panorama de Yadegar Asisi, le 8848Éverest360°, est exposé dans la structure circulaire d'un ancien gazomètre à Leipzig en Saxe, renommé panomètre de Leipzig. 
Ensuite viennent ceux de Dresde en décembre 2006 et Berlin en septembre 2012.
Il a exposé pour la première fois en France à Rouen en décembre 2014 dans le Panorama XXL. Il expose également au gazomètre de Pforzheim dans le Bade-Wurtemberg ainsi qu'au WITTEMBERG360 de Lutherstadt-Wittemberg en Saxe-Anhalt.

## Galerie d'œuvres panoramiques

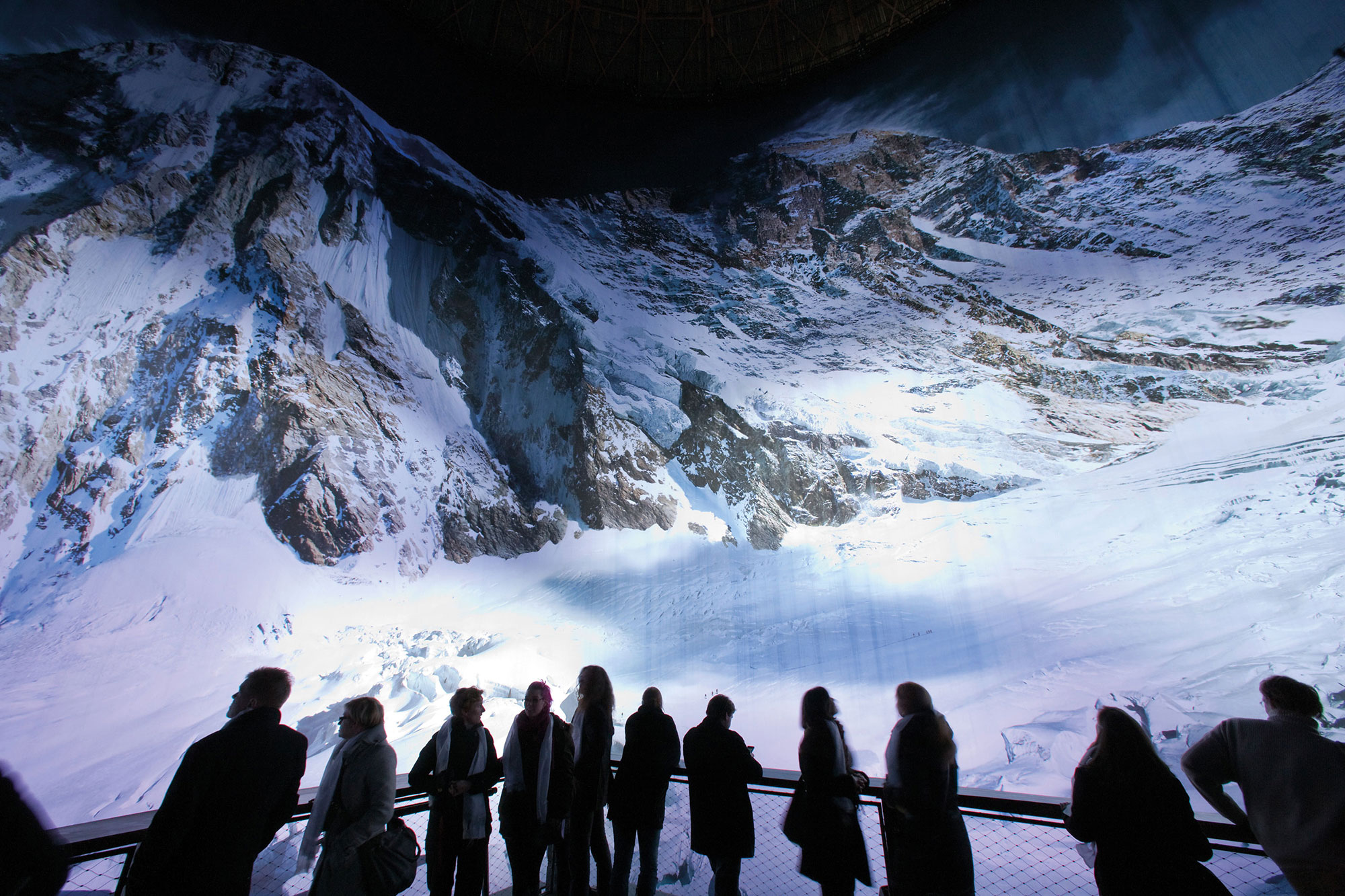
L'ÉVEREST au panomètre de Leipzig (2003 – 2005, 2012, 2013)
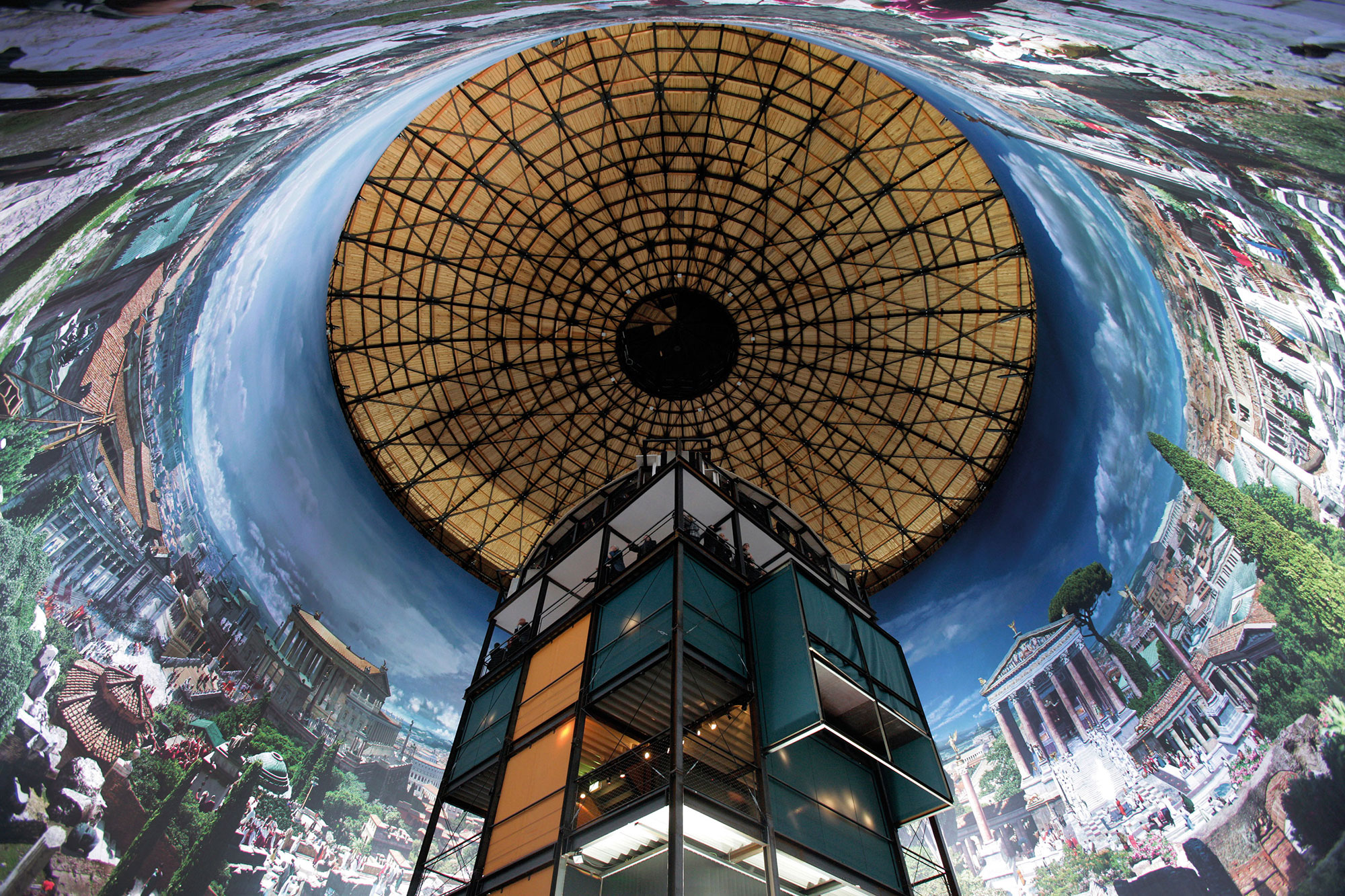
ROME 312, 2005 – 2009 au panomètre de Leipzig, 2011–2012 au panomètre de Dresde, depuis 2014 au gazomètre de Pforzheim
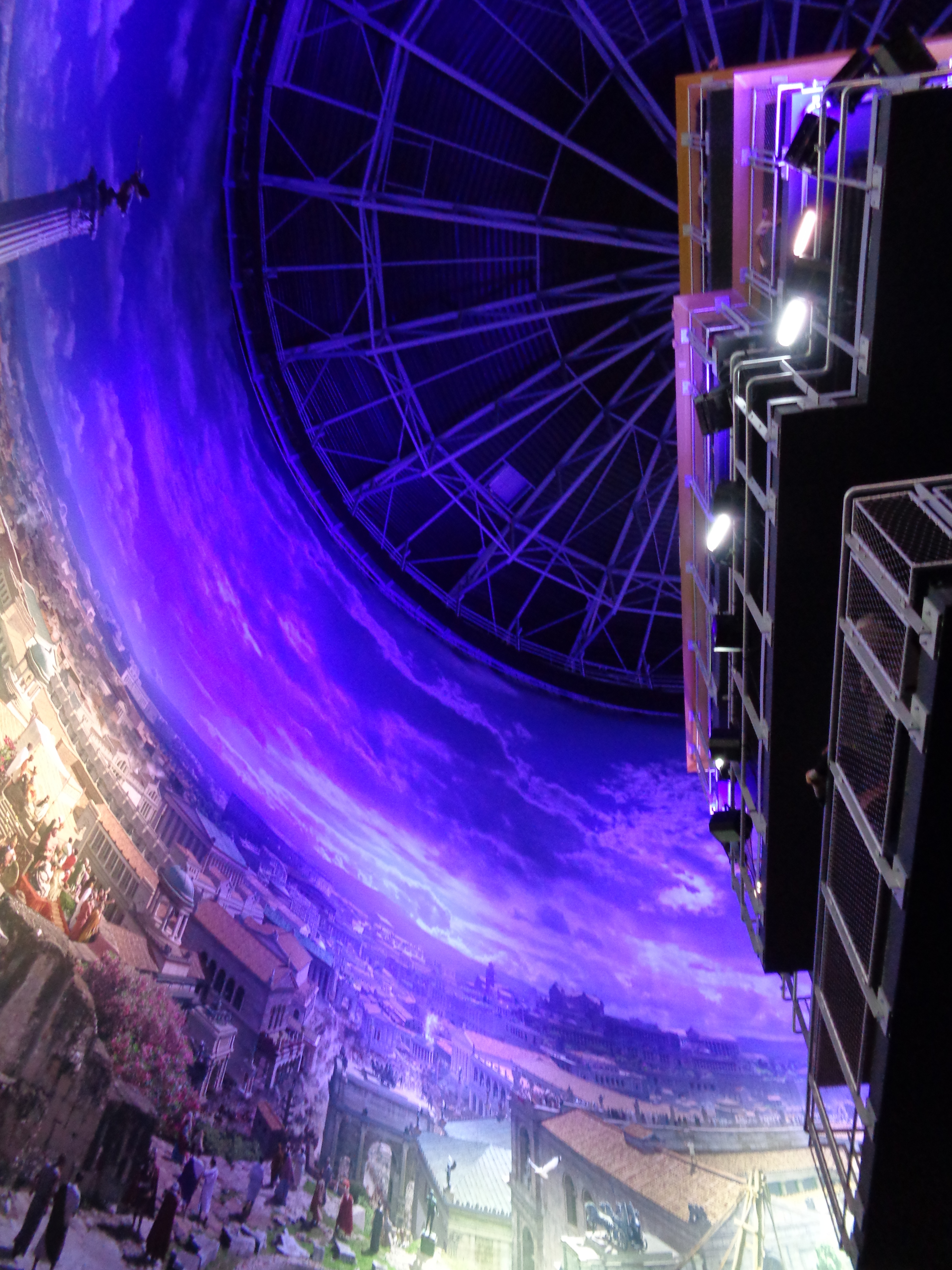
ROME 312 au Panorama XXL de Rouen
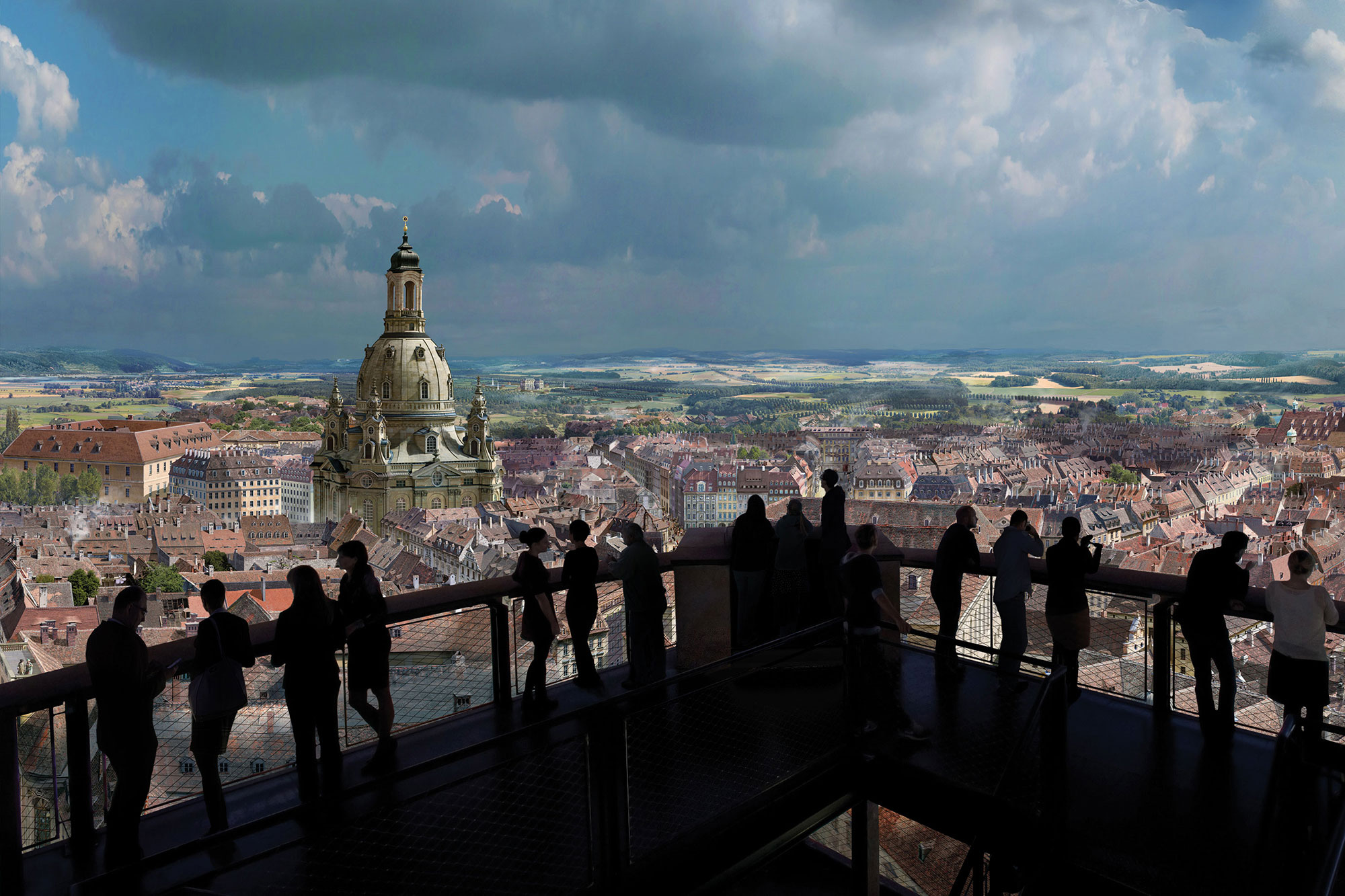
DRESDE BAROQUE au panomètre de Dresde (2006 – 2015, annuellement depuis 2015 de juin à janvier)
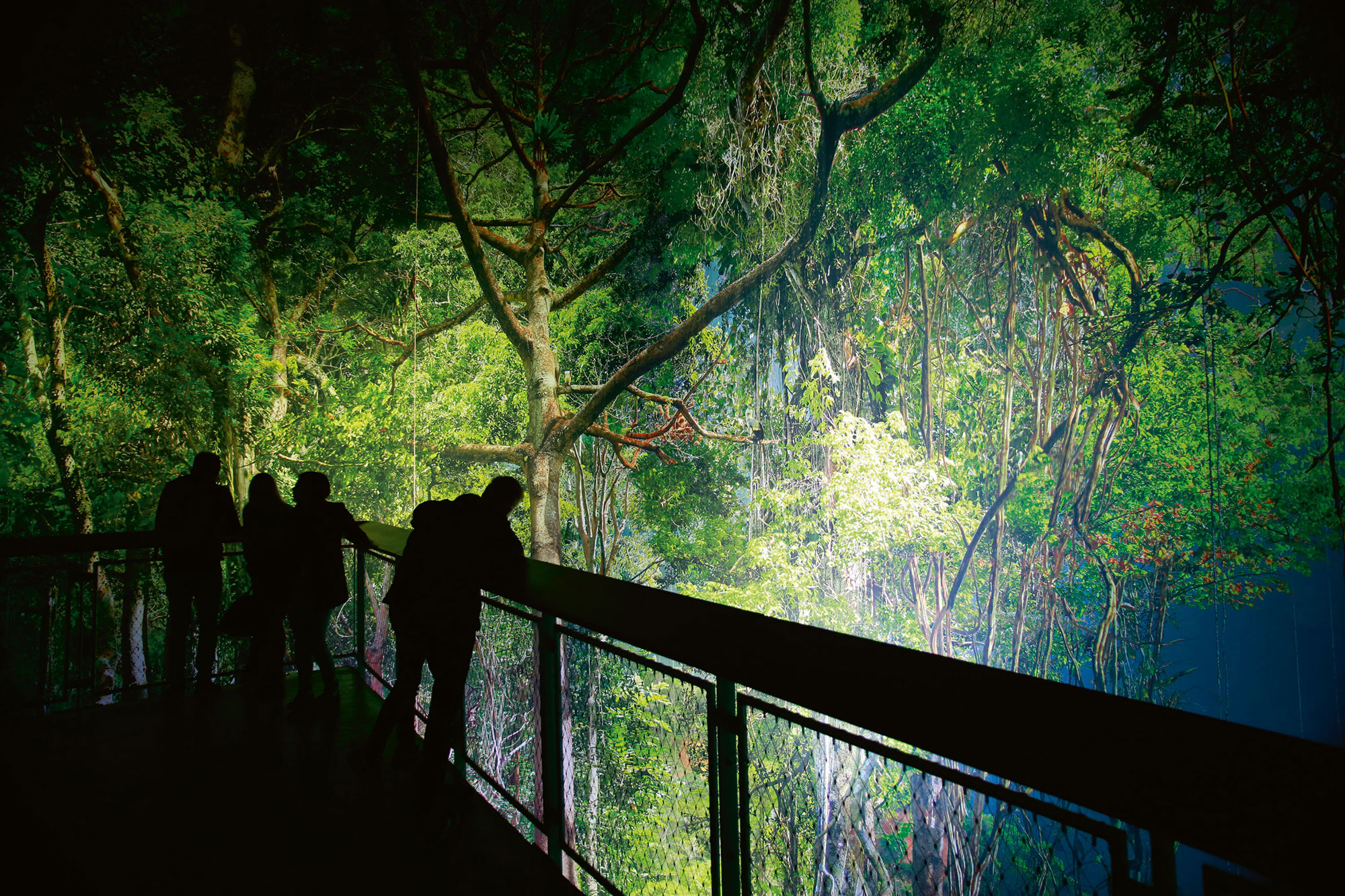
L'AMAZONIE (2009 – 2012 au panomètre de Leipzig, 2012/2013 au panomètre de Leipzig, 2015 – 2016 au Panorama XXL de Rouen)
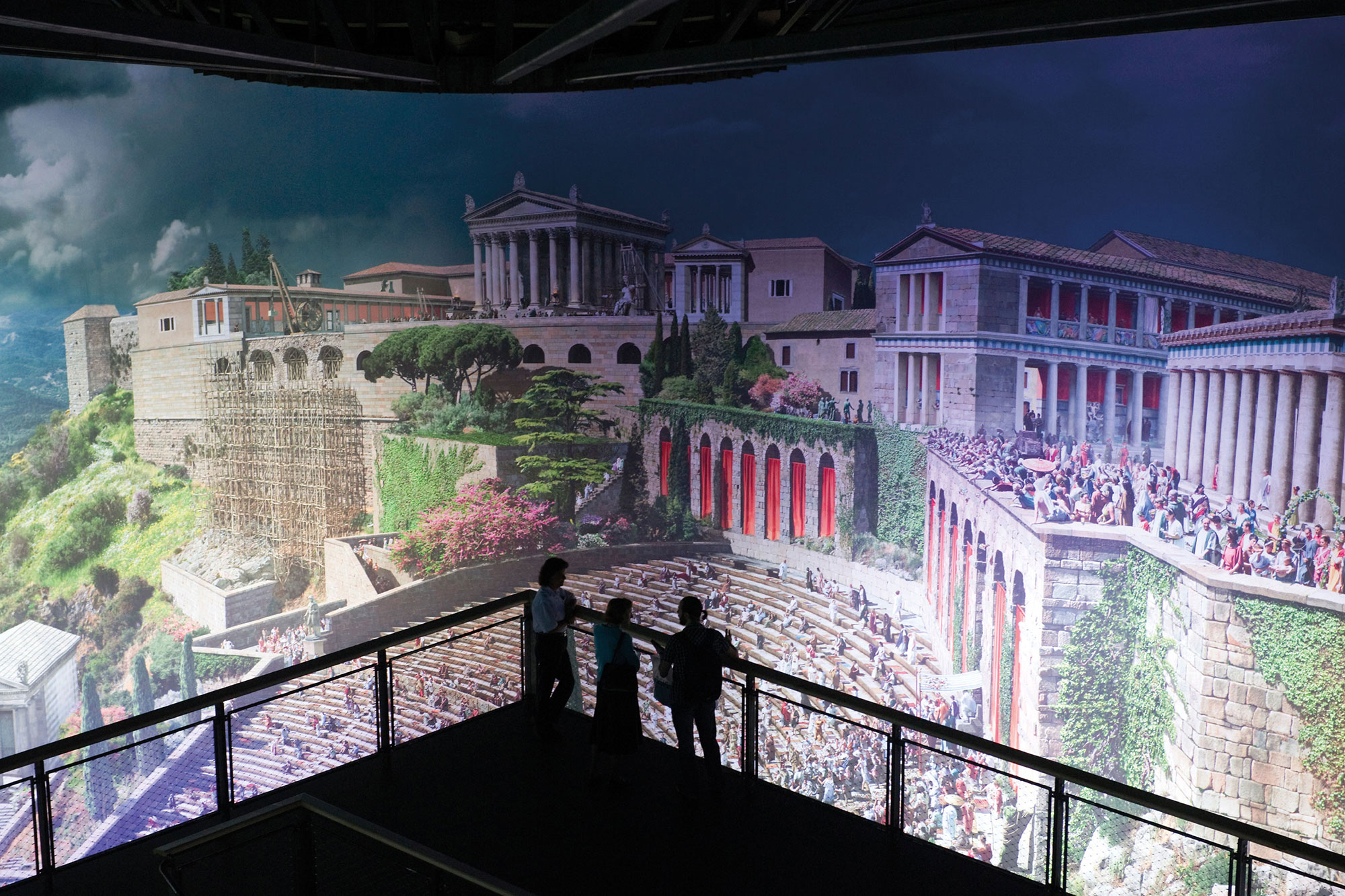
PERGAME (2011 – 2012 au musée de Pergame à Berlin (en coopération avec les musées d'État de Berlin))
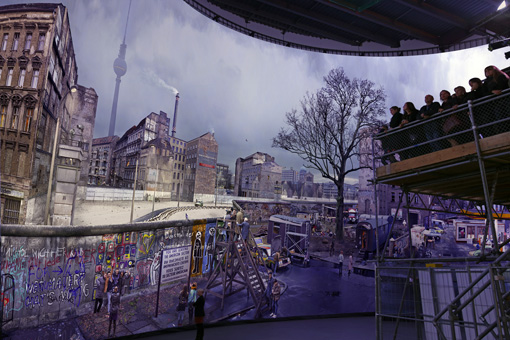
LE MUR au Panorama Asisi de Berlin (depuis 2012)
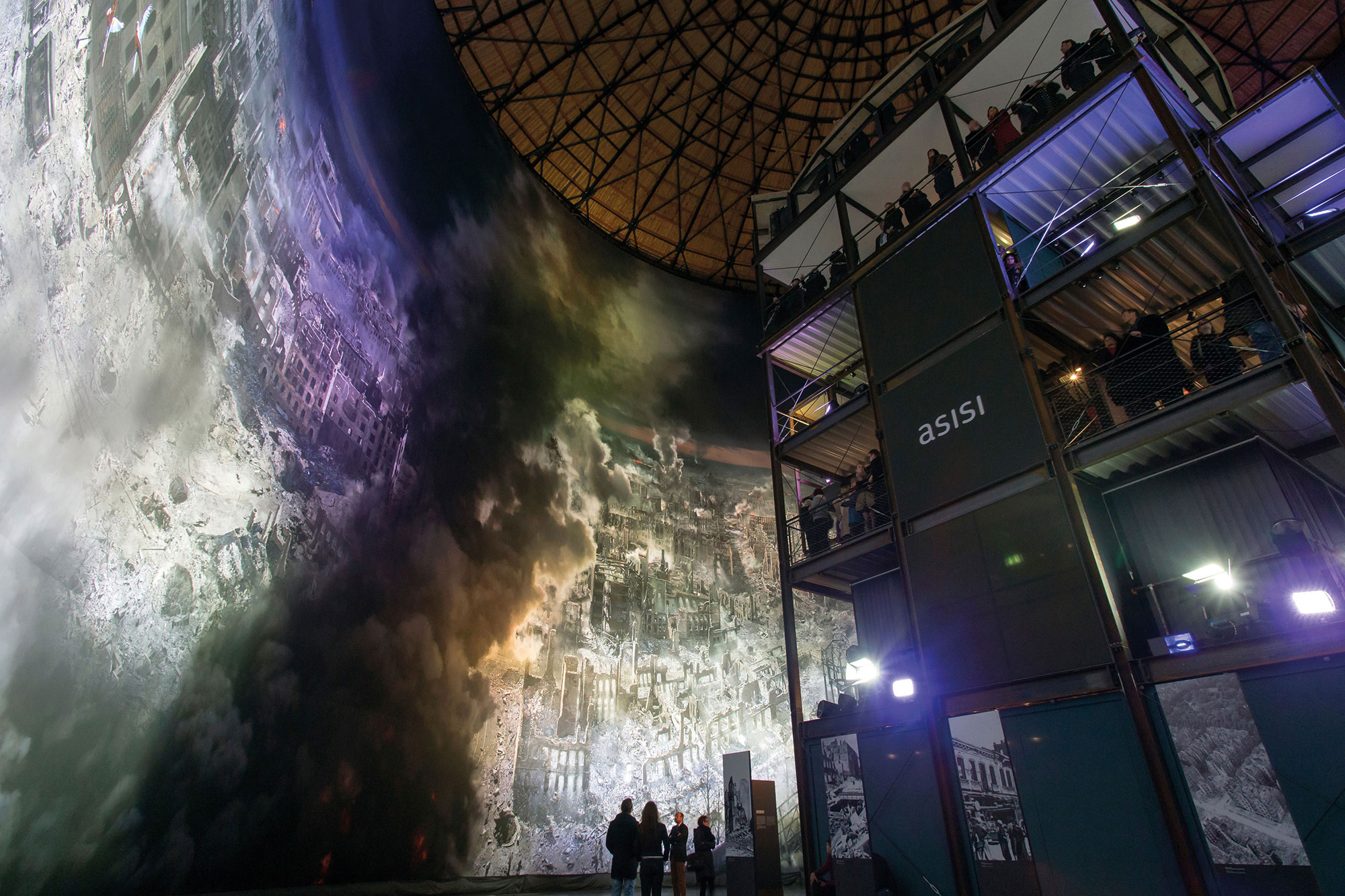
DRESDE 1945 au panomètre de Dresde (annuellement depuis 2015 de janvier à juin)
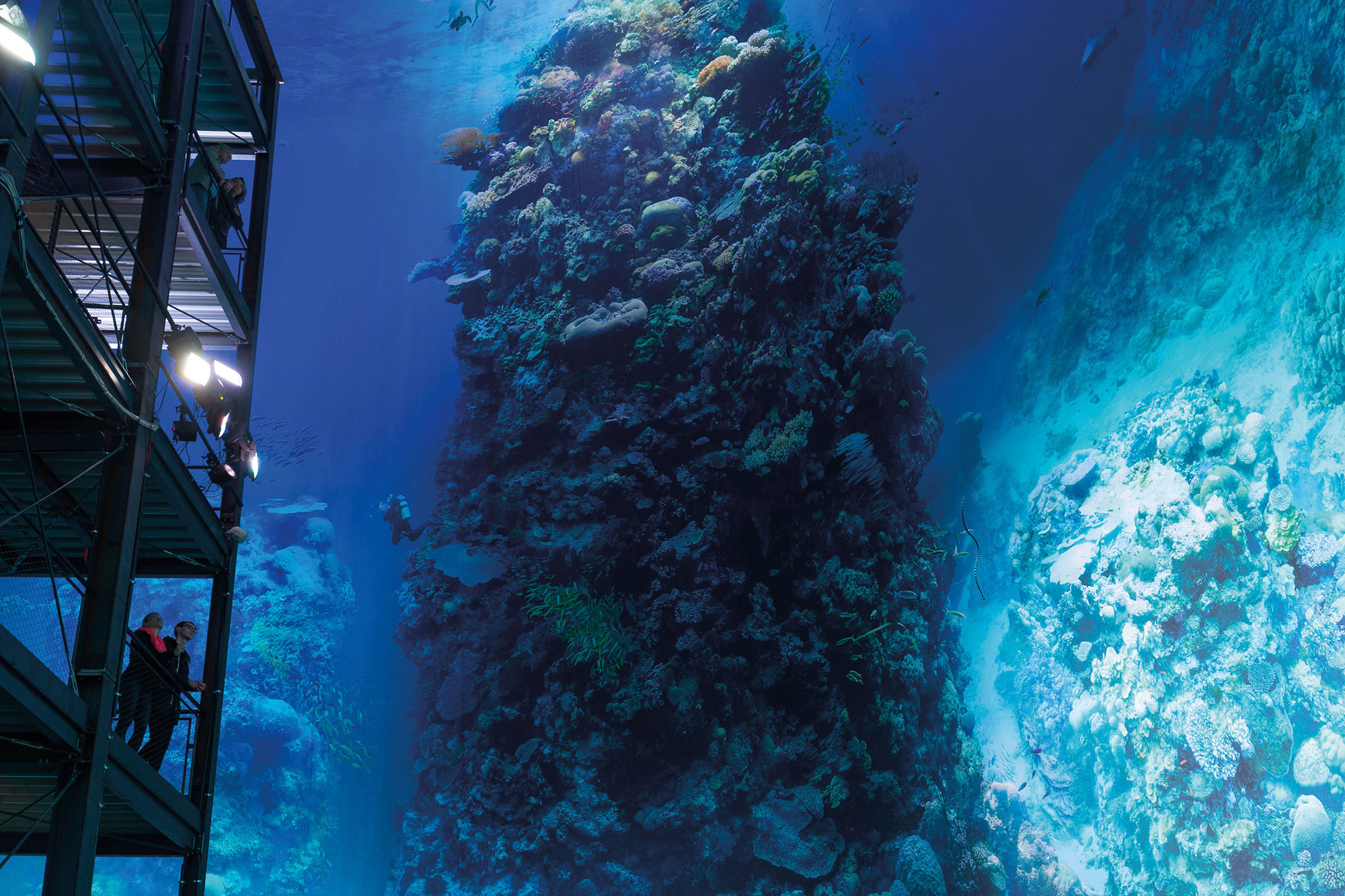
LA GRANDE BARRIÈRE DE CORAIL au panomètre de Leipzig (2015 – 2017)
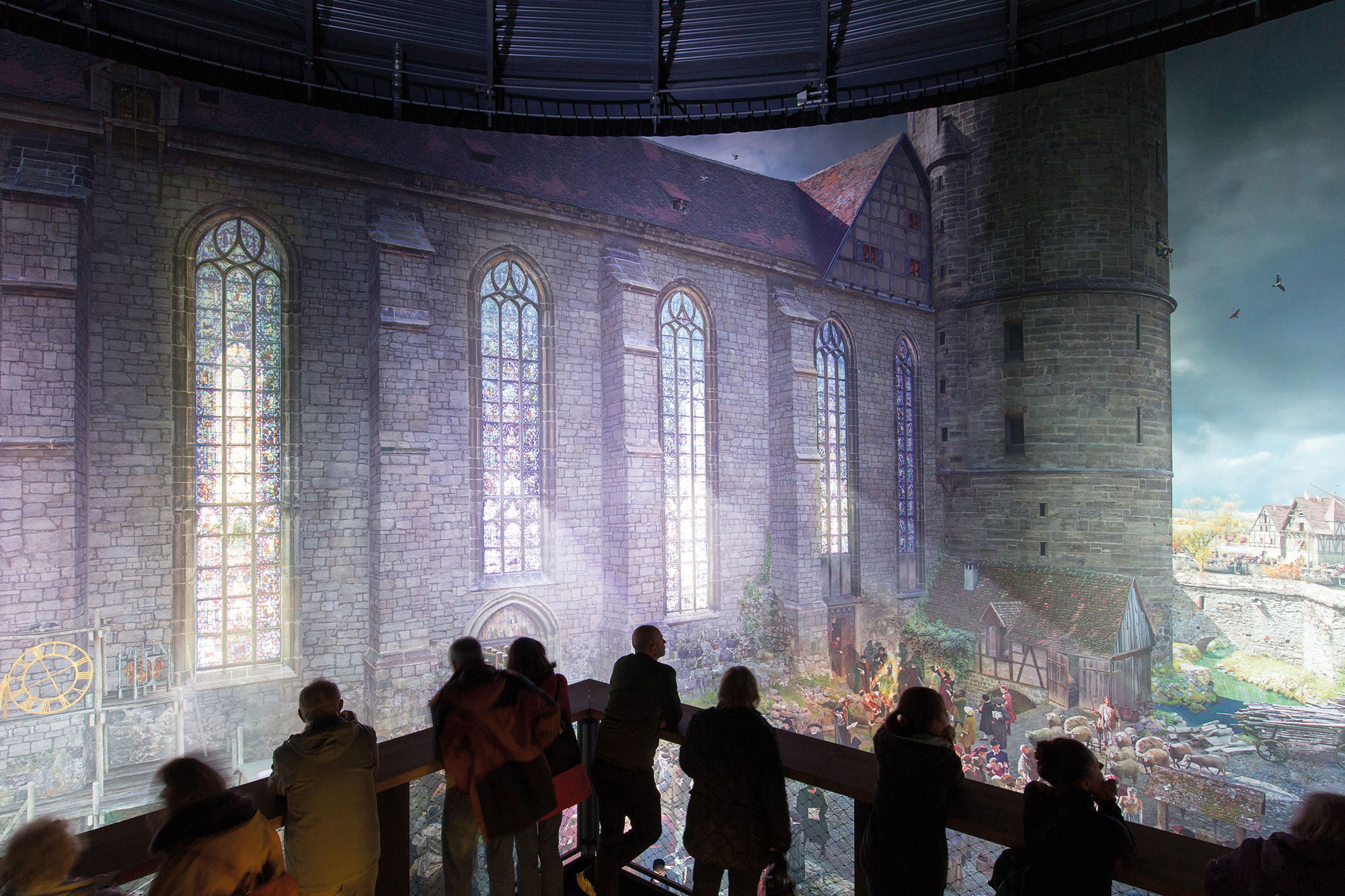
LUTHER 1517 (depuis 2016 au WITTEMBERG360)
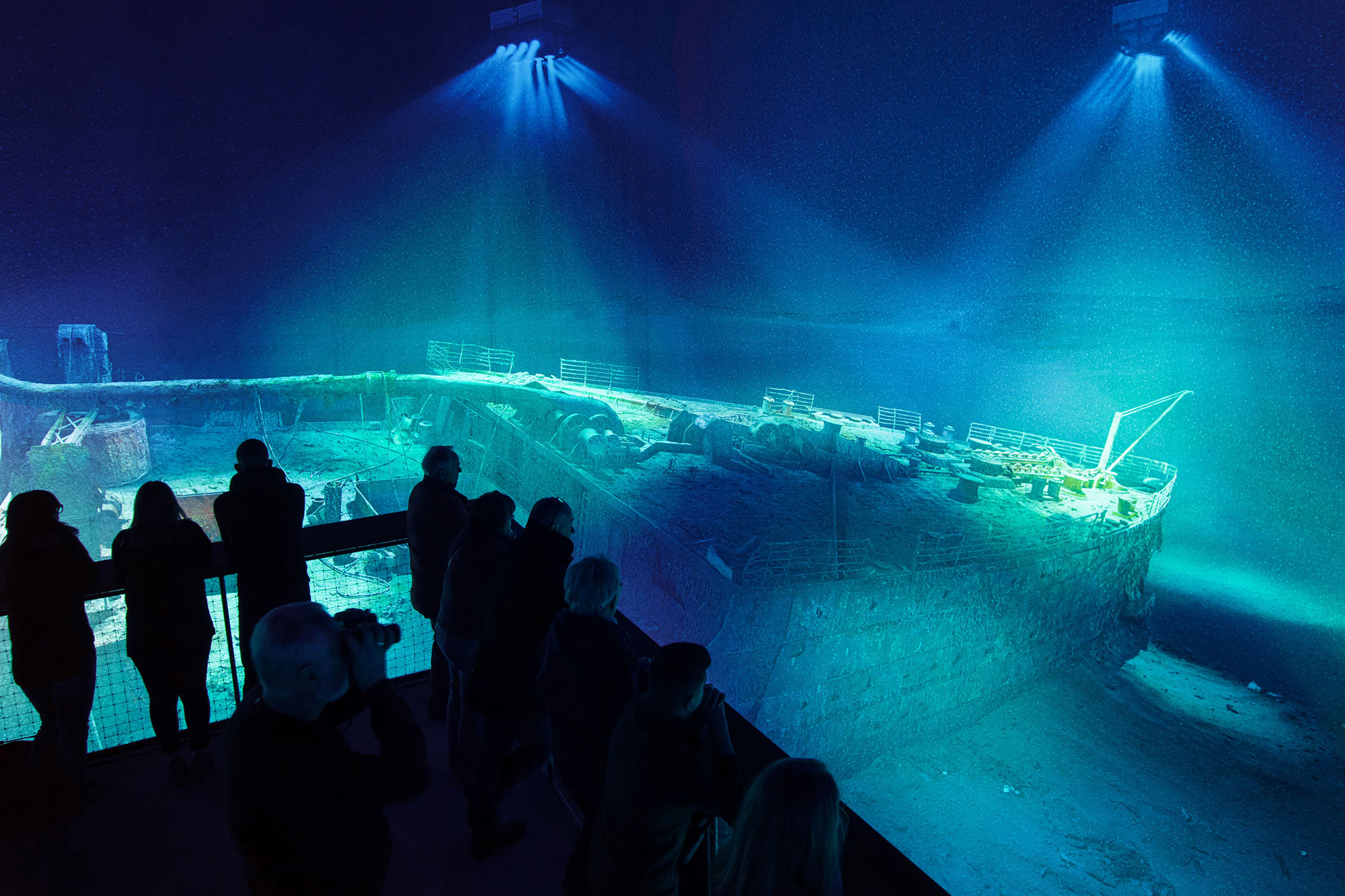
LE TITANIC au panomètre de Leipzig (depuis 2017)

## Ouvrages
- Berlin 2005: Architektur-Panoramen; Ausstellung Juni/Juli 1995, Aedes East, Hackesche Höfe/Yadegar Asisi, Berlin, Aedes, 1995
- Yadegar Asisi: Architekt der Illusionen, Leipzig, Faber & Faber, 2004  (ISBN 3-936618-43-7)

## Source
- Les panoramas de Yadegar Asisi, in: Connaissance des arts, Hors-série  (ISBN 9782758006954).